# Župnija Opatje selo
Župnija Opatje selo je rimskokatoliška teritorialna župnija dekanije Šempeter škofije Koper.

## Sakralni objekti
- župnijska cerkev sv. Andreja
- podružnična cerkev sv. Silvestra